# Festival olympique d'hiver de la jeunesse européenne 2017
 (janvier 2017).
Si vous disposez d'ouvrages ou d'articles de référence ou si vous connaissez des sites web de qualité traitant du thème abordé ici, merci de compléter l'article en donnant les références utiles à sa vérifiabilité et en les liant à la section « Notes et références ».
Navigation
2015 2019
Le Festival olympique d'hiver 2017 de la jeunesse européenne est la partie hivernale de la XIIIe édition du Festival olympique de la jeunesse européenne. Il a lieu à Erzurum, en Turquie. Trente-quatre pays participent à cette compétition multisports.

## Disciplines
- Ski alpin
- Snowboard
- Biathlon
- Saut à ski
- Ski de fond
- Hockey sur glace
- Patinage artistique
- Short track
- Curling

## Nations participantes
34 nations pour 646 athlètes
(entre parenthèses, le nombre d'athlètes engagés).
- Albanie (2)
- Arménie (3)
- Belgique (5)
- Biélorussie (43)
- Bosnie-Herzégovine (6)
- Bulgarie (19)
- Croatie (5)
- Chypre (2)
- Danemark (9)
- Espagne (4)
- Estonie (19)
- Finlande (30)
- France (59)
- Géorgie (6)
- Grèce (10)
- Islande (14)
- Italie (10)
- Liechtenstein
- Lituanie (9)
- Luxembourg (4)
- Moldavie (2)
- Monténégro (2)
- Norvège (8)
- Pays-Bas (15)
- Pologne (18)
- République tchèque (39)
- Roumanie (29)
- Royaume-Uni (16)
- Russie (74)
- Serbie (3)
- Slovaquie (40)
- Slovénie (41)
- Suède (1)
- Turquie (74)
- Ukraine (25)

## Résultats

### Ski Alpin

#### Garçons
| Épreuves     | Or            | Argent        | Bronze             |
| ------------ | ------------- | ------------- | ------------------ |
| Slalom Géant | Alex Vinatzer | Turo Torvinen | Giovanni Zazzaro   |
| Slalom       | Alex Vinatzer | Leon Nikic    | Augustin Bianchini |

#### Filles
| Épreuves     | Or                   | Argent            | Bronze          |
| ------------ | -------------------- | ----------------- | --------------- |
| Slalom Géant | Rinata Abdulkaiumova | Doriane Escané    | Nikola Bobakuva |
| Slalom       | Nika Tomsic          | Nella Korpio (fi) | Lara Della Mea  |

### Mixte
| Épreuves    | Or                                                                          | Argent                                                                    | Bronze                                                                        |
| ----------- | --------------------------------------------------------------------------- | ------------------------------------------------------------------------- | ----------------------------------------------------------------------------- |
| Par équipes | Russie- Sofia Krokhina - Natalia Sherina - Nikita Guryanov - Leonid Tryazof | Slovénie- Ziva Otonicar - Nika Tomsic - Nejc Naralocnik - Tadej Pascinski | France- Anouck Errard - Doriane Escané - Augustin Bianchini - Clément Guillot |